# Alliance of American Football
La Alliance of American Football, identificata anche dall'acronimo AAF, è stata una lega professionistica nordamericana di football americano fondata dal regista Charlie Ebersol e dall'ex dirigente di numerose franchigie della NFL Bill Polian. Per la stagione inaugurale era composta da 8 squadre con proprietà e gestione centralizzate, tutte collocate negli Stati Uniti meridionali e occidentali, e tutte tranne Birmingham in aree metropolitane in cui esiste già una franchigia appartenente a una delle maggiori leghe sportive professionistiche nordamericane.
La AAF prese il via il 9 febbraio 2019, sei giorni dopo la finale della National Football League (NFL), il Super Bowl LIII. Il 2 aprile 2019, l'azionista di maggioranza Thomas Dundon sospese tutte le operazioni della lega. Il 17 aprile 2019, la lega dichiarò bancarotta.

## Storia
Il 20 marzo 2018, il regista Charlie Ebersol annunciò la creazione della AAF. La lega è supervisionata dall'ex dirigente di numerose franchigie della NFL Bill Polian, dall'ex safety dei Pittsburgh Steelers Troy Polamalu e dall'ex giocatore e dirigente John McKay Tra i consiglieri vi sono anche l'ex wide receiver degli Steelers Hines Ward, l'ex defensive end dei New York Giants e degli Oakland Raiders Justin Tuck e Dick Ebersol, padre del fondatore Charlie e ex dirigente della NBC Sports (e co-fondatore della XFL originale).
Per assicurare un livello professionistico sin dalla prima stagione, la AAF ingaggiò allenatori con precedenti esperienze con squadre di football professionistico. Il 7 aprile 2018, la prima squadra, gli Orlando Apollos, annunciarono l'ingaggio di Steve Spurrier come capo-allenatore. Per il mese di giugno la lega annunciò tutte e otto le squadre per la stagione inaugurale. Draft regionali saranno tenuti per "proteggere" i giocatori idonei dei college locali. Il 30 giugno 2018, la AAF annunciò di aver firmato con più di 100 giocatori, che diventarono 200 nel mese di agosto. I giocatori svincolati dalle franchigie di NFL ebbero l'opportunità di giocare nella AAF firmando un contratto del valore di 250.000 dollari, con incentivi riguardanti prestazioni e interazione coi tifosi.
Nel mese di luglio 2018, la AAF annunciò che Starter, tramite G-III Sports, sarebbe stato lo sponsor tecnico della lega. Il 20 settembre 2018 furono annunciati i nomi e i loghi delle quattro squadre della Eastern Conference, mentre quelli delle quattro squadre della Western Conference furono svelati cinque giorni dopo. Il 16 ottobre 2018 furono svelati i calendari della stagione regolare di tutte le squadre (senza indicare l'ora di inizio degli incontri), che comprendono due partite di sabato e due di domenica.
Il 27 novembre 2018 fu tenuto il "Proteggi o scegli" draft dei quarterback al Luxor Hotel a Las Vegas.
L'inizio della stagione inaugurale è avvenuto il 9 febbraio 2019.
Dopo meno di due mesi dall'inizio della stagione, il 2 aprile 2019, la AAF ha annunciato la sospensione di ogni attività con effetto immediato.

## Squadre partecipanti
| Squadra                | Città                 | Stadio                        | Capienza           | Prima stagione     | Capo-allenatore    |                    |                    |
| Eastern Conference     | Eastern Conference    | Eastern Conference            | Eastern Conference | Eastern Conference | Eastern Conference | Eastern Conference | Eastern Conference |
| ---------------------- | --------------------- | ----------------------------- | ------------------ | ------------------ | ------------------ | ------------------ | ------------------ |
| Atlanta Legends        | Atlanta, Georgia      | Georgia State Stadium         | 24.333             | 2019               | Kevin Coyle        |                    |                    |
| Birmingham Iron        | Birmingham, Alabama   | Legion Field                  | 71.594             | 2019               | Tim Lewis          |                    |                    |
| Memphis Express        | Memphis, Tennessee    | Liberty Bowl Memorial Stadium | 58.325             | 2019               | Mike Singletary    |                    |                    |
| Orlando Apollos        | Orlando, Florida      | Spectrum Stadium              | 44.206             | 2019               | Steve Spurrier     |                    |                    |
| Western Conference     |                       |                               |                    |                    |                    |                    |                    |
| Arizona Hotshots       | Tempe, Arizona        | Sun Devil Stadium             | 57.078             | 2019               | Rick Neuheisel     |                    |                    |
| Salt Lake Stallions    | Salt Lake City, Utah  | Rice–Eccles Stadium           | 45.807             | 2019               | Dennis Erickson    |                    |                    |
| San Antonio Commanders | San Antonio, Texas    | Alamodome                     | 64.000             | 2019               | Mike Riley         |                    |                    |
| San Diego Fleet        | San Diego, California | SDCCU Stadium                 | 70.561             | 2019               | Mike Martz         |                    |                    |

## Regole
Il fondatore della lega, Charlie Ebersol, decise di non modificare radicalmente le regole del gioco per renderlo più riconoscibile al pubblico.
- Le squadre avranno 52 giocatori nel proprio roster, dei quali alcuni selezionati tramite dei draft territoriali.[17] Nel territorio assegnato ad ogni squadra sono presenti almeno cinque college più squadre professionistiche prestabilite; una squadra della Canadian Football League e quattro della National Football League se nella regione vi sono college affiliati alla Big Ten Conference e alla Big 12 Conference. Solamente un quarterback può essere scelto all'interno della propria regione assegnata.[18] Nel novembre del 2018 fu tenuto un draft "Proteggi o scegli" riservato ai quarterback, nel quale le squadre potevano decidere se scegliere un quarterback dalla loro regione o sceglierne uno non selezionato da un'altra squadra.[19]
- Durante le partite non ci saranno timeout televisivi e ci sarà il 60% in meno di pubblicità a tutto schermo, con la lega che punta a portare la durata media reale di un incontro a 150 minuti, 30 minuti in meno rispetto alla NFL.[20] Inoltre la AAF aumenterà i prezzi degli spazi pubblicitari rimanenti che potranno essere utilizzati per pubblicità indiretta senza che venga interrotta la telecronaca.
- Le squadre, dopo aver segnato un touchdown, dovranno tentare una trasformazione da due punti; non sono ammessi extra point.
- Non sono previsti kickoff; il possesso di palla per una squadra all'inizio della partita, dopo una segnatura o all'inizio dei tempi supplementari inizierà dalla linea delle proprie 25 yard. Al posto dell'onside kick, la squadra che desidera mantenere il possesso della palla dopo una segnatura dovrà tentare di guadagnare almeno 12 yard partendo dalla linea delle proprie 28.[21]
- Il play clock dura 35 secondi, cinque secondi in meno rispetto alla NFL.
- L'allenatore di ogni squadra potrà chiedere due challenge per partita; essendo automatici, non sono ammessi negli ultimi due minuti di ogni metà gara e nei tempi supplementari.
- I protocolli per la prevenzione contro gli infortuni di carattere cerebrale saranno gestiti da soggetti esterni.
- Nel caso il risultato alla fine dei tempi regolamentari sia in pareggio, sarà giocato un unico periodo di tempi supplementari. Ogni squadra partirà dalla linea delle 10 yard in territorio avversario e avrà un solo possesso (quattro down) per segnare. Nel caso il risultato rimanga in pari anche dopo i possessi di entrambe le squadre, la partita si concluderà in pareggio.
- Ai play-off parteciperanno le due migliori squadre di ogni conference.

## Attività commerciale
La lega opererà come una singola entità, mantenendo il possesso e la gestione di tutte le squadre. Tra gli investitori della AAF vi sono il Founders Found di Peter Thiel, il gruppo di Peter Chernin (che detiene la proprietà di Barstool Sports), Jared Allen, Slow Ventures, Adrian Fenty, Charles King's M Ventures e Keith Rabois.
MGM Resorts International investì nella piattaforma tecnologica della AAF, e firmò con la lega un contratto triennale per divenire sponsor di scommesse ufficiale e partner esclusivo per il gioco d'azzardo. È la prima volta che una lega sportiva professionistica concede i diritti per le scommesse sportive ad un unico bookmaker.
Inoltre sono previste borse di studio e incentivi per i giocatori: gli incentivi vengono concessi in base all'interazione con i tifosi, mentre verranno offerte borse di studio per ogni stagione giocata. I giocatori firmano contratti triennali non garantiti del valore di 250.000 dollari più l'assicurazione sanitaria, con una clausola di recesso nel caso decidano di giocare nella NFL. La lega ha un sistema che concede incentivi all'attacco e alla difesa di una squadra quando raggiunge traguardi e statistiche record, oltre che per i loro servizi per la comunità.

## Amministrazione

### Dirigenti
- Charlie Ebersol: co-fondatore e amministratore delegato
- Bill Polian: co-fondatore e direttore dell'attività sportiva
- Troy Polamalu: direttore delle relazioni coi giocatori
- John McKay: direttore dell'attività sportiva
- Tom Veit: direttore delle operazioni aziendali
- Hines Ward: relazioni coi giocatori
- Jared Allen: relazioni coi giocatori e investitore
- Justin Tuck: membro del consiglio per l'ingaggio dei giocatori

### Consiglio d'amministrazione
- Dick Ebersol
- Keith Rabois

## Copertura mediatica
La AAF raggiunse vari accordi con CBS Sports: le partite inaugurali della stagione (che consistono in due incontri trasmessi a livello regionale) e la finale di campionato saranno trasmessi su CBS, mentre CBS Sports Network trasmetterà almeno una partita a settimana e una partita nei play-off. CBS pubblicizzò il suo accordo con la AAF durante il Super Bowl LIII. Le emittenti locali e TNT trasmetteranno due partite per stagione (una di stagione regolare e una nei play-off), mentre NFL Network trasmetterà due incontri a settimana.